# 不死殭屍—恐慄交響曲
《不死殭屍—恐慄交響曲》（德語：Nosferatu – Eine Symphonie des Grauens）是一部1922年的德國恐怖片，由F·W·穆瑙執導，麦克斯·希瑞克等主演。電影改編自布拉姆·斯托克1897年的小說《德古拉》，但因未能獲版權，所以片名及角色名字均要改換。

## 演員

麥克斯·希瑞克在電影中的造型

- Max Schreck 飾 奧樂伯爵 (Count Orlok)
- Gustav von Wangenheim 飾 湯馬士·浩特 (Thomas Hutter)
- Greta Schröder 飾 埃倫·浩特 (Ellen Hutter)
- Alexander Granach 飾 雷葛 (Knock)
- Georg H. Schnell 飾 哈丁 (Harding)
- Ruth Landshoff 飾 安妮 (Annie)
- John Gottowt 飾 布爾沃華教授 (Professor Bulwer)
- Gustav Botz 飾 (Professor Sievers)
- Max Nemetz 飾 The Empusa船長
- Wolfgang Heinz 飾 The Empusa大副
- Heinrich Witte 飾 瘋人院守衛
- Guido Herzfeld 飾 旅館老闆
- Karl Etlinger 飾 student with Bulwer
- Hardy von Francois 飾 醫院醫生
- Fanny Schreck 飾 醫院護士

## 爭議
雖然穆瑙已為電影及角色改名，但電影播映後布拉姆·斯托克的遺孀仍認為穆瑙侵權，並起訴穆瑙。最後法官判斯托克遺孀勝訴，並下令穆瑙需把此片的所有拷貝銷毀。但電影於其時已開始在其他國家發行，有不少拷貝因此得以流傳下來。

## 衍生作品
此片的拍攝過程曾被改編成電影（Shadow of the Vampire），內中假設穆瑙為了增加《不死殭屍》的真實感而找來真正的吸血鬼扮演伯爵。該片由E·伊莉雅絲·米夏治（E. Elias Merhige）執導，尊·麥高維治飾演穆瑙。

## 外部連結
- 互联网电影数据库（IMDb）上《Nosferatu》的资料（英文）
- 收藏的影片《不死殭屍—恐慄交響曲》[更多内容]
- Nosferatu cut-report （页面存档备份，存于） Comparison between Public Domain Version and Restored Version, at Movie-Censorship.com